# Kanton Val-de-Saire
Kanton Val-de-Saire (fr. Canton de Val-de-Saire) je kanton v departementu Manche v regionu Normandie ve Francii. Byl vytvořen při reformě kantonů v roce 2014 seskupením 34 obcí. V květnu 2016 ho tvořilo 30 obcí (vzhledem k procesu slučování některých obcí) a část města Saint-Lô.

## Obce kantonu
- Anneville-en-Saire
- Aumeville-Lestre
- Barfleur
- Brillevast
- Canteloup
- Carneville
- Clitourps
- Crasville
- Fermanville
- Gatteville-le-Phare [p 1]
- Gouberville
- Maupertus-sur-Mer
- Montfarville
- Morsalines
- Octeville-l'Avenel
- La Pernelle
- Quettehou
- Réville
- Saint-Pierre-Église
- Saint-Vaast-la-Hougue
- Sainte-Geneviève
- Teurthéville-Bocage
- Théville
- Tocqueville
- Valcanville
- Varouville
- Vicq-sur-Mer [p 2]
- Le Vast
- Le Vicel
- Videcosville